# Одеса-Порт
Одеса-Порт — вантажна залізнична станція Одеського вузла філії «Оператор припортових станцій». Розташована на тупиковій лінії від станцій Одеса-Застава II та Одеса-Пересип.
Обслуговує Одеський порт. Пасажирського значення не має.

## Історія
Станцію було відкрито 4 (16) грудня 1865 року як станцію на відгалуженні від основної залізниці Одеса-Балта до Одеського порту. Від початку мала назву Карантин, проте ще за часів Російської імперії (точна дата не встановлена) здобула нинішню назву.
Станцію електрифіковано.

## Реконструкція
Адміністрація морських портів України (АМПУ) планує вдосконалити залізничне сполучення в Одеському морському порту. З цією метою в адміністрації гавані 31 березня 2017 року створено робочу групу щодо модернізації та розвитку залізничної інфраструктури.
Через брак залізничних потужностей припортової станції в Одеському порту разом з фахівцями «Укрзалізниці» заплановано збільшення пропускної спроможності, координувати і розвивати стратегічні активи портової інфраструктури: акваторії, причальні споруди, залізниці, які використовує бізнес, що працює в порту.